# Paul Cabotte
Pierre Paul Jacques Cabotte (1874-1953) était un militaire français, général de l'armée française.

## Grade et affectation
- Entre à Saint-Cyr (Promotion 1893-1895 de Jeanne d'Arc)
- 1er octobre 1897 : promu lieutenant
- 1900: lieutenant au 16e RI de Montbrison et Saint-Étienne.
- 1907: lieutenant au 141e RI de Marseille.
- 25 décembre 1908 : promu capitaine
- 1914 : affecté au 106e RI de Châlons-sur-Marne [2]
- fev 15-mars 1917 : chef de bataillon commandant le 25e bataillon de chasseurs à pied
- 6 juillet 1917 : promu lieutenant-colonel
- 1921 : affecté au 121e RI de Montluçon[3]
- 1930 : nommé général de brigade
- 1934 : promu général de division
- Général adjoint au général commandant la 6e région militaire à Metz[réf. nécessaire]

## Carrière
Blessé les 27 mars 1915, 12 juillet 1915 et 25 septembre 1916.

## Distinctions
|  |  |  |
|  |  |  |

### Décorations françaises
- Grand-Croix de la Légion d’honneur

Chevalier de la Légion d’honneur
Officier de la Légion d’honneur (1921)
Commandeur de la Légion d’honneur
Grand officier de la Légion d’honneur
- Médaille militaire
- Croix de Guerre 14-18 avec
- Médaille interalliée de la Victoire.
- Médaille commémorative de la Grande Guerre.

## Divers
Le personnage du commandant « Renaud » dans Ceux de 14, recueil de récits de guerre de Maurice Genevoix, est inspiré par Paul Cabotte.

### Ouvrage de référence
- Les 25e, 65e et 106e bataillons de chasseurs à pied pendant la grande guerre : du 2 août 1914 au 11 novembre 1918, Paris, E. J. Caudron, 1935, 160 p., lire en ligne sur Gallica.